# Place de la Constitution
Der Platz der Konstitution, im Volksmund „bei der Gëlle Fra“ genannt, ist ein Platz in Stadtteil Oberstadt  der Stadt Luxemburg. Der Platz, an dessen Stelle früher die Bastion Beck zu finden war, grenzt direkt an den Boulevard Franklin D. Roosevelt (N 50) an.
In der Mitte des Platzes steht ein Obelisk gekrönt von der Statue der Gëllen Fra, die dem Platz ihren umgangssprachlichen Namen verleiht. Am Rand des Platzes befindet sich außerdem der Zugang zu den Pétrusse-Kasematten; einem Teil der früheren Festung Luxemburg.
Der Platz wird oftmals für Volksfeste, z. B. den Oktav-Markt oder der Christmarkt genutzt.
Sofern nicht gerade Veranstaltungen stattfinden wird der Platz derzeit noch als zentrumsnaher Parkplatz für PKW und Touristenbusse genutzt. Die soll es nach Fertigstellung bzw. Erweiterung einiger angrenzender Parkhäuser in der näheren Umgebung künftig nicht mehr dort geben.
Die Stadt Luxemburg plant außerdem die Installation eines weiteren Lifts (ähnlich dem Aufzug Grund-Oberstadt) zu installieren, der den Platz mit dem direkt angrenzenden, aber ca. 45 m tiefer liegenden Tal der Petruss verbindet.

## Bildergalerie

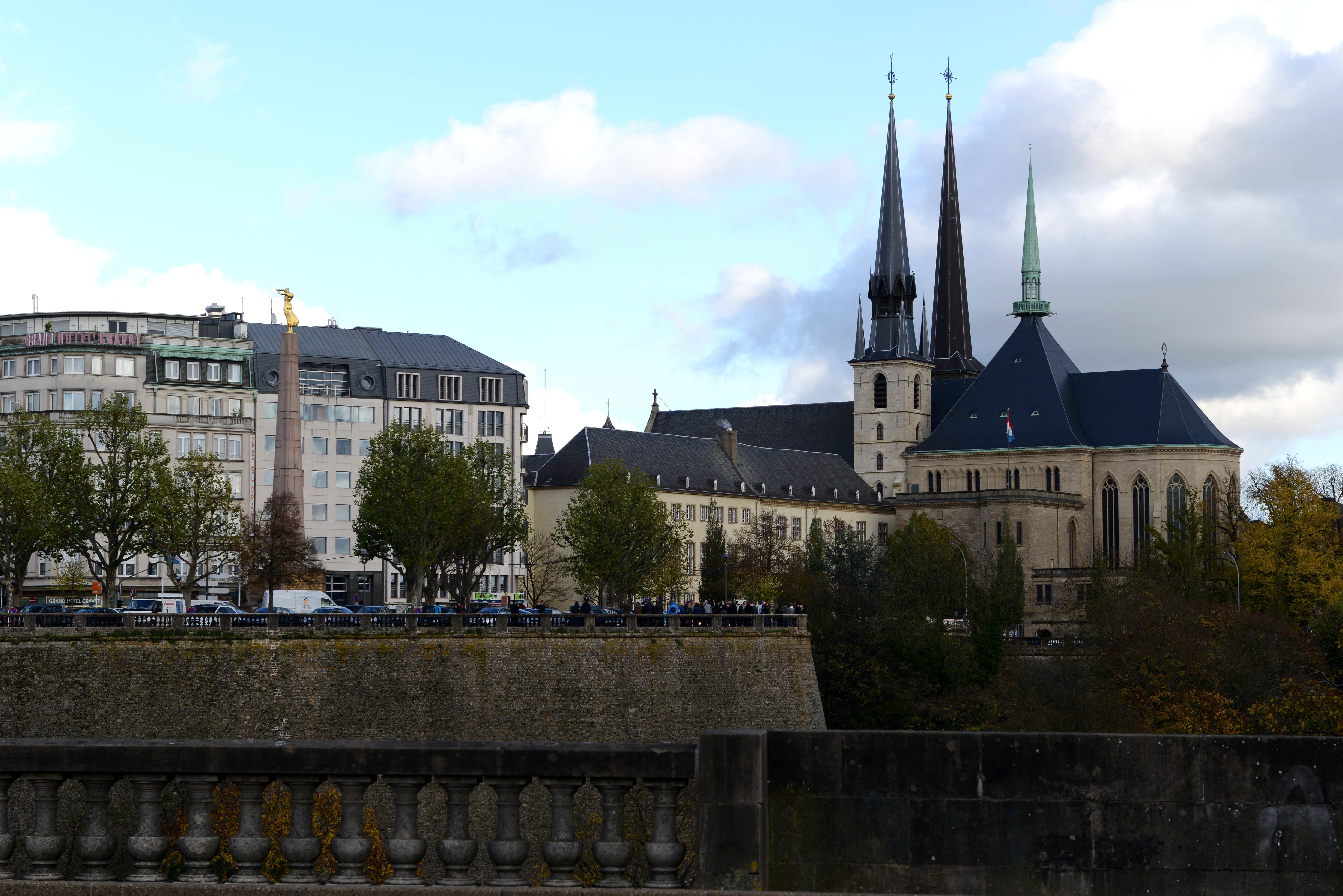
Blick auf die Gëlle Fra, im Hintergrund die Kathedrale
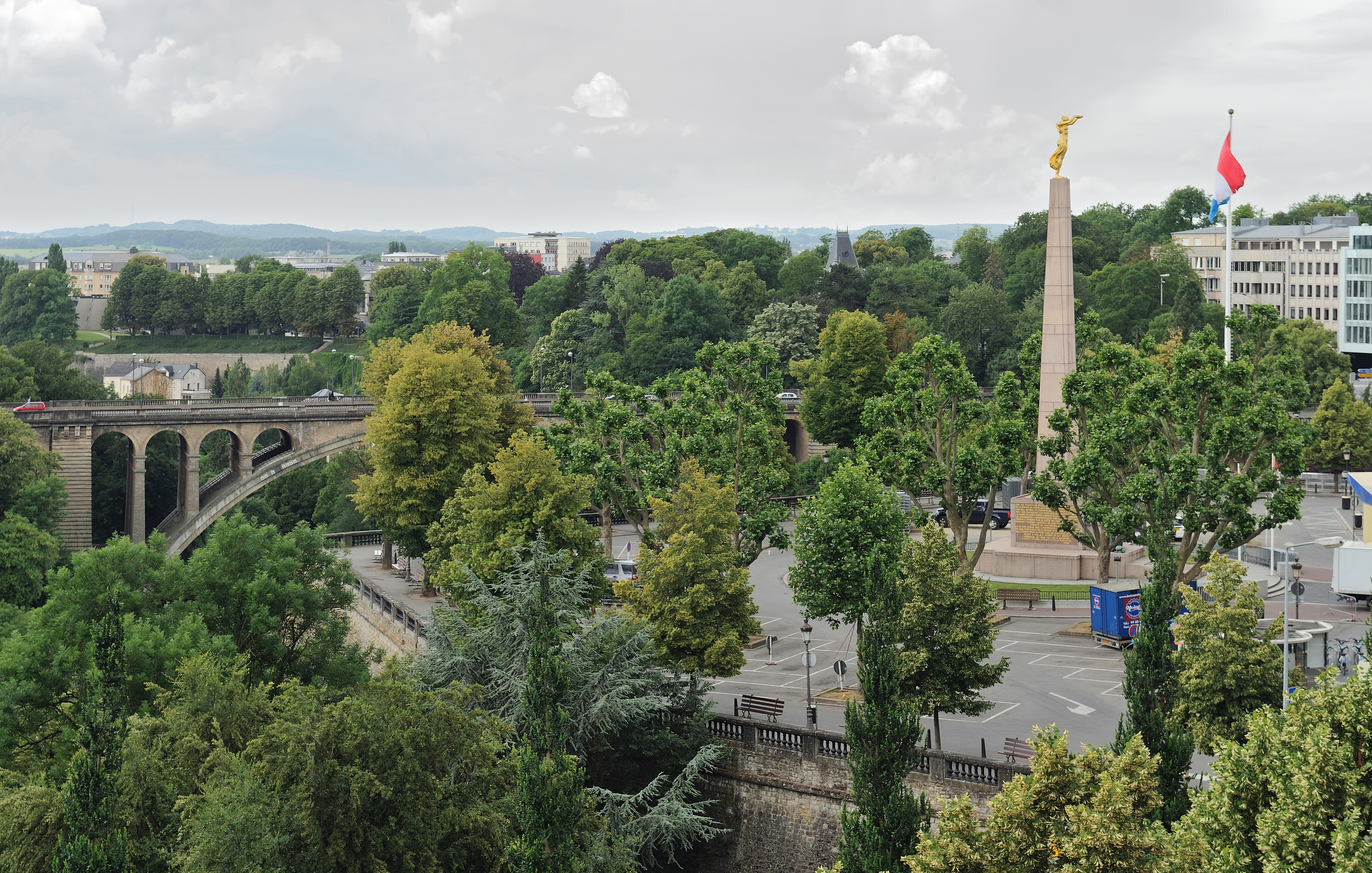
Blick vom Platz in Richtung Westen
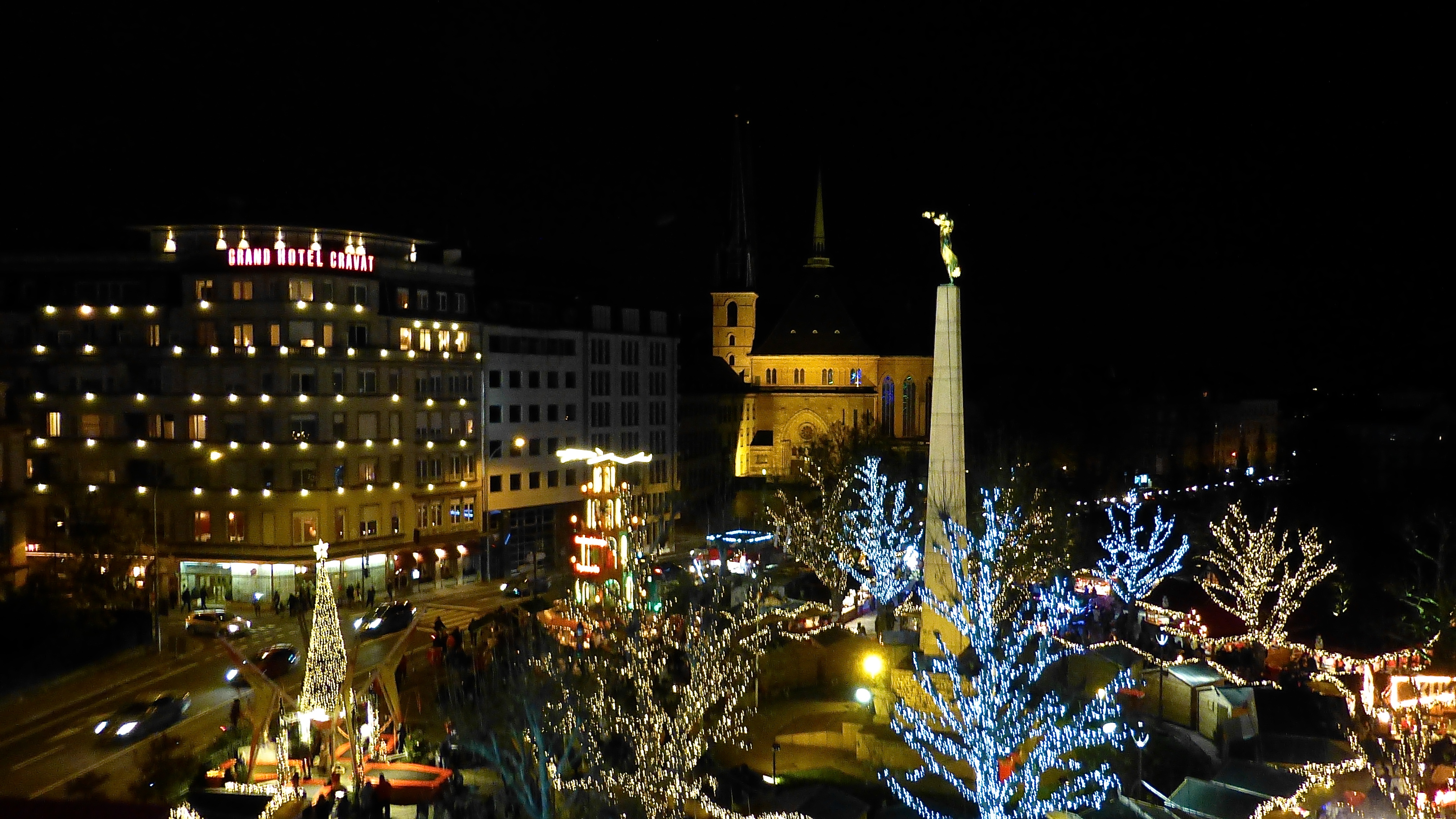
D’Gëlle Fra während des Chrëschtmarkts
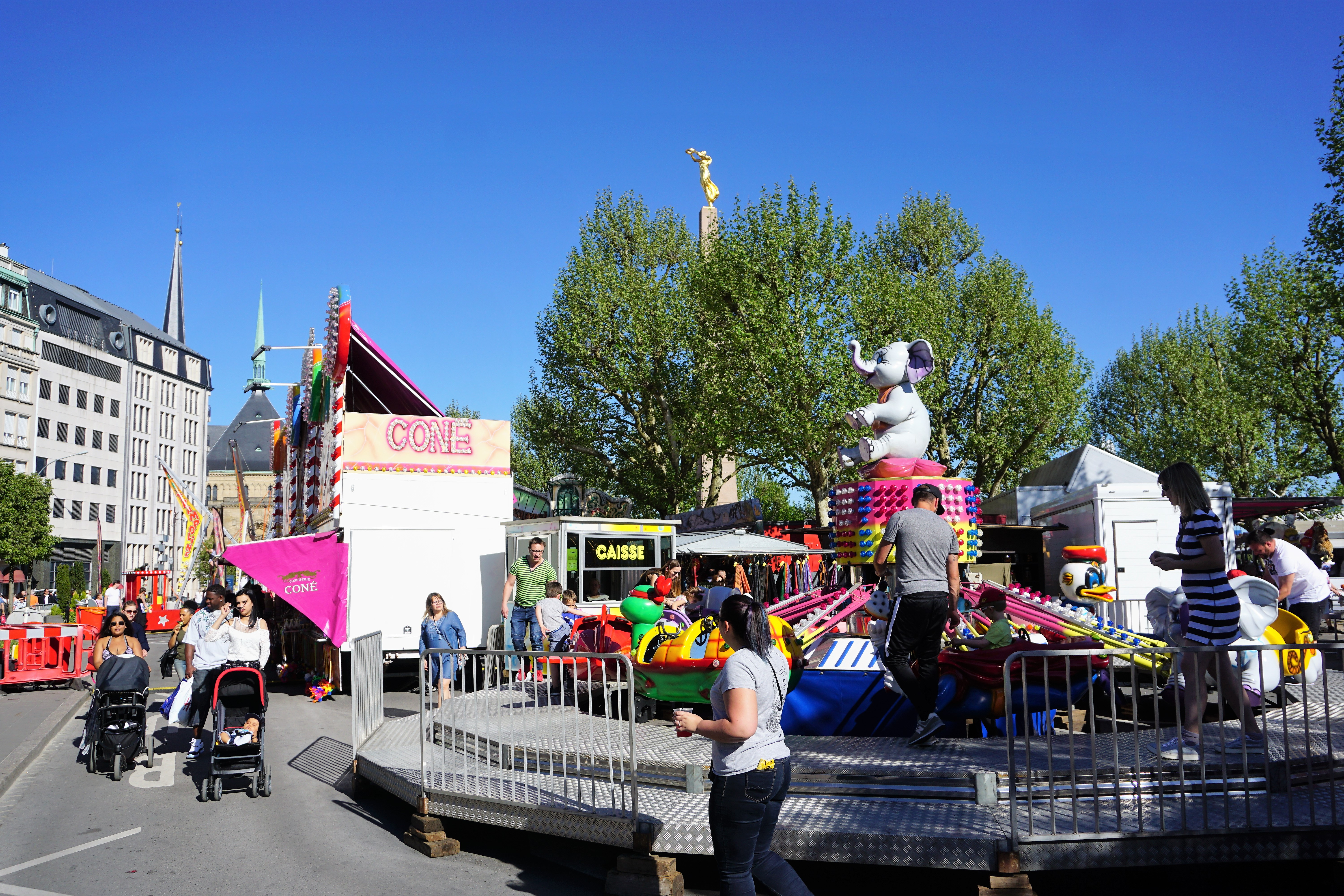
Der Oktav-Markt an der Gëlle Fra.
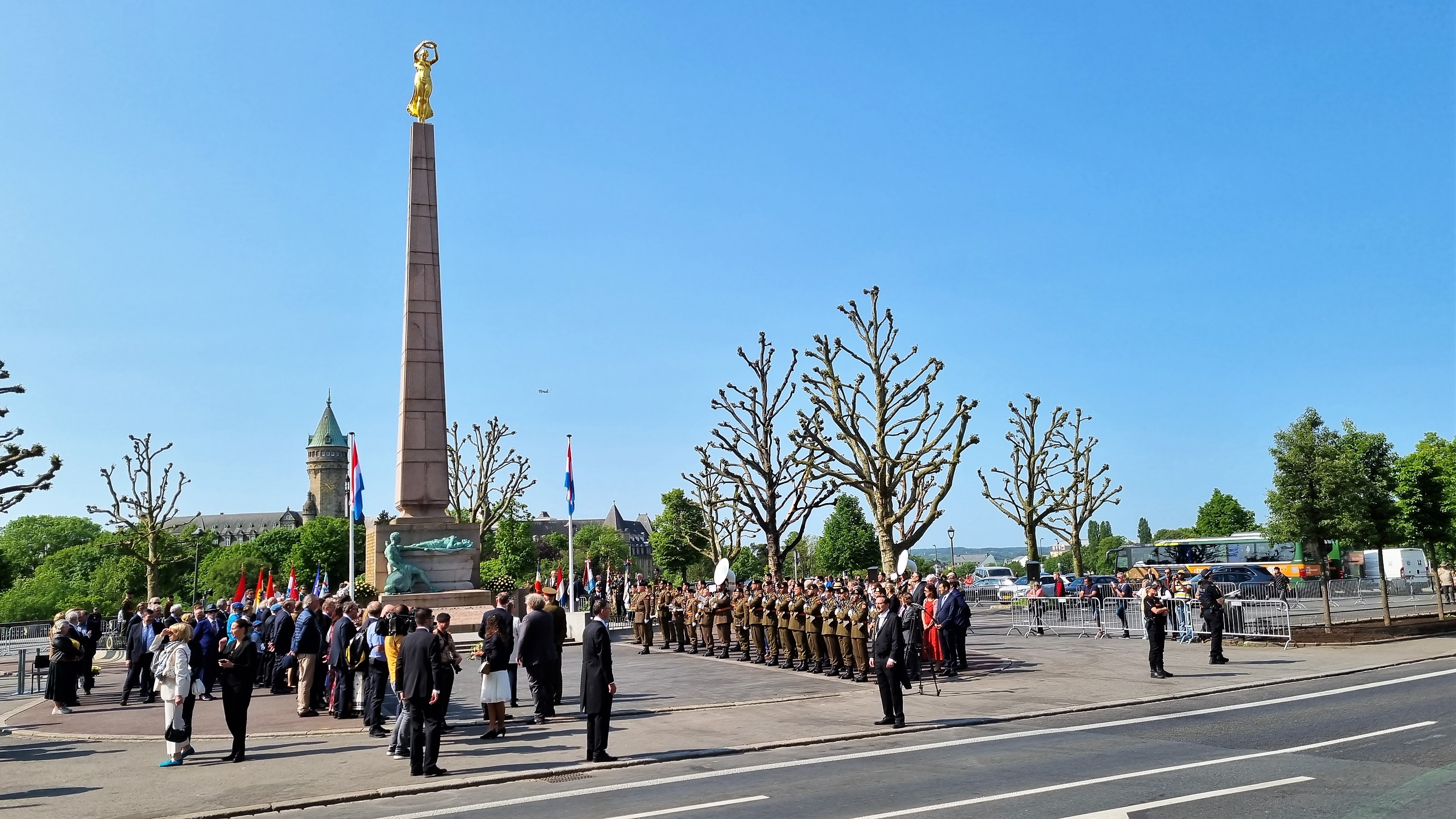
100-jähriges Jubiläum Gelle Fra
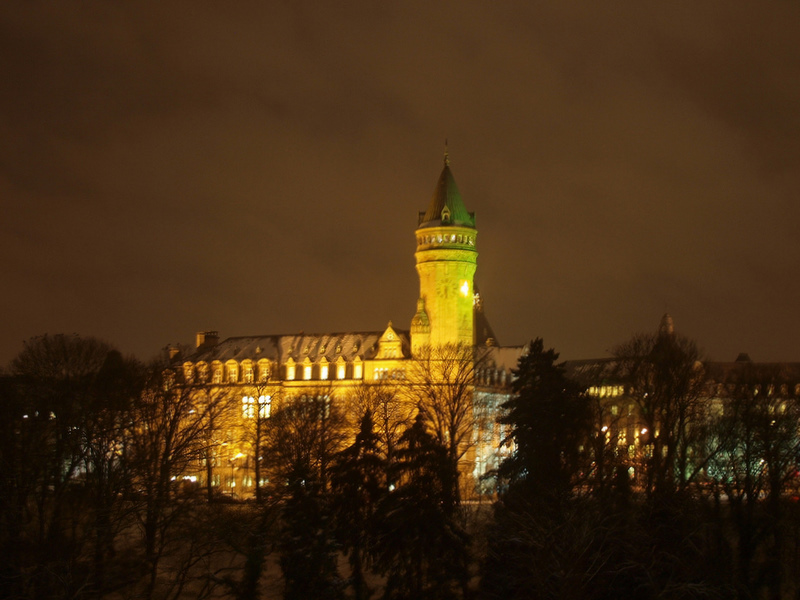
Das Hauptgebäude der BCEE vom Place de la Constitution aus gesehen

## Referenzen
1. ↑  Stadt Luxemburg / Ministerium für öffentliche Arbeiten: François Bausch et Lydie Polfer présentent le projet du réaménagement du boulevard F.D. Roosevelt et de la place de la Constitution. Abgerufen am 14. Oktober 2023.